# Maurice Halbwachs

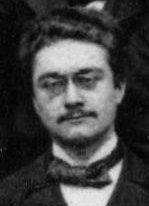
Maurice Halbwachs (1898)

Maurice Halbwachs (* 11. März 1877 in Reims; † 16. März 1945 im KZ Buchenwald) war ein französischer Soziologe und Philosoph, dessen Werk bis heute das Konzept des kollektiven Gedächtnisses maßgeblich mitprägt.

## Leben und Wirken
Maurice Halbwachs stammte aus einer katholischen Familie und besuchte die École normale supérieure in Paris. Er studierte dort Philosophie bei Henri Bergson. 
Nach seiner Prüfung in Philosophie 1901 lehrte er an Gymnasien und ging 1904 für ein Jahr zum Studium an die Universität Göttingen. Wieder in Frankreich wandte er sich 1905 als Schüler Émile Durkheims der Soziologie zu. Er wurde Mitherausgeber der Année Sociologique, wo er zusammen mit François Simiand im Bereich Wirtschaft und Statistik wirkte. 1909 ging er nach Berlin, um die deutsche Nationalökonomie und den Marxismus näher kennenzulernen. Im Dezember 1910 wurde er als „lästiger Ausländer“ aus Preußen ausgewiesen; als Korrespondent der Pariser L’Humanité hatte er nach Auffassung der Behörden zu kritisch über eine Versammlung streikender Arbeiter und deren gewaltsame Auflösung – die so genannten „Moabiter Krawalle“ – berichtet. 1913 heiratete er Yvonne Basch, Tochter des jüdischen Germanisten und Philosophen Victor Basch (1863–1944) und dessen Ehefrau Hélène (1863–1944); zwei Söhne entstammten dieser Ehe. Seine Schwiegereltern wurden 1944 vom Kollaborateur Paul Touvier ermordet.
Während des Ersten Weltkrieges arbeitete Halbwachs im französischen Kriegsministerium und wurde danach Professor der Soziologie und Pädagogik an der wieder französischen Universität Straßburg. 1921 nahm er in der von französischen Truppen besetzten Zone des Rheinlands einen Lehrauftrag am Centre d’études germaniques in Mainz wahr.
Halbwachs arbeitete 1932 als Gastprofessor für ein Jahr an der University of Chicago und wurde 1935 von Straßburg an die Sorbonne berufen. Dort lehrte er Soziologie, arbeitete eng mit Marcel Mauss zusammen und gab die Annales de Sociologie heraus, die Nachfolgezeitschrift der Année Sociologique. 1944 folgte er dem ehrenvollen Ruf auf den Lehrstuhl für Sozialpsychologie des Collège de France.
Als Sozialist und wegen Sippenhaft (seine beiden Söhne hatten sich der Résistance angeschlossen) wurde Halbwachs am 23. Juli 1944 von der Gestapo in Paris verhaftet und in das KZ Buchenwald deportiert, wo er am 16. März 1945 an einer Krankheit als Folge der Vernichtung durch Arbeit starb.

## Familie
Maurice Halbwachs ist der Bruder der Pazifistin Jeanne Halbwachs und Großvater des Informatikers Nicolas Halbwachs.

## Gedenken
In Reims ist eine Straße nach Halbwachs benannt.
Seit dem Wintersemester 2024/25 heißt der größte Hörsaal der Bauhaus-Universität Weimar – das Auditorium maximum – „Maurice-Halbwachs-Auditorium“.

## Schriften
- Leibniz [1907], Paris: Mellottée, 1907.[4]
- La théorie de l’homme moyen. Essai sur Adolphe Quetelet et la statistique morale. Félix Alcan, Paris 1913; Digitalisat; Neuausgabe: Éditions SenS, Chilly-Mazarin 2010, ISBN 978-2-908965-24-7.
- La mémoire collective [1939], Paris: Presses Universitaires de France, 1950.
- Les cadres sociaux de la mémoire [1925], Paris: Presses Universitaires de France, 1952.
- La Topographie lègendaire des Èvangiles en Terre Sainte [1941], Paris: Presses universitaires de France 1941.

Auf Deutsch sind erschienen:
- Das kollektive Gedächtnis, Stuttgart: Enke 1967. (Neuauflage: Frankfurt/M.: Fischer, 1985/1991).
- Das Gedächtnis und seine sozialen Bedingungen, Berlin: Luchterhand 1966. (Neuauflage: Frankfurt am Main: Suhrkamp, 1985/2006).

Werkausgabe von ausgewählten Schriften in der édition discours:
- Band 1: Entwurf einer Psychologie sozialer Klassen. Über die gesellschaftlichen Antriebe des Menschen, Konstanz: UVK Verlag 2001.
- Band 2: Klassen und Lebensweisen. Ausgewählte Schriften, Konstanz: UVK Verlag 2001.
- Band 3: Kollektive Psychologie. Ausgewählte Schriften, Konstanz: UVK Verlag 2001.
- Band 4: Soziale Morphologie. Ausgewählte Schriften, Konstanz: UVK Verlag 2002.
- Band 5: Theorie und Methode. Ausgewählte Schriften, Konstanz: UVK Verlag 2001
- Band 6: Stätten der Verkündigung im Heiligen Land. Eine Studie zum kollektiven Gedächtnis, Konstanz: UVK Verlag 2003.